# Vlag van Bergum

Vlag van Bergum

De vlag van Bergum is de dorpsvlag van het Nederlandse dorp Bergum, in de Friese gemeente Tietjerksteradeel. De vlag werd in 1984 geregistreerd.
Bij gemeenteraadsbesluit van 22 november 1984 zijn een wapen en een vlag vastgesteld voor de 16 dorpen van de gemeente Tietjerksteradeel. Het ontwerp van de vlag is van de hand van Piet Bultsma.

## Beschrijving
De beschrijving van de vlag is als volgt:
Geel met een blauw kruis over het midden, met een armbreedte van 1/5 vlaghoogte; in de hijstop in het gele een zwarte hoorn met een rood snoer.
De kleuren zijn afkomstig van het dorpswapen.

## Symboliek
- Blauw kruis: verwijzing naar zowel het Augustijner klooster dat in het dorp stond als de vier waterwegen die door het Bergumermeer lopen.[2]

Hoorn: verwijzing naar de adel die in het dorp woonde. Daarnaast is de hoorn terug te vinden in het wapen van Tietjerksteradeel.